# ويليام هاريس (لاعب كرة مضرب)
ويليام هاريس (بالإنجليزية: William Harris)‏ هو لاعب كرة مضرب أمريكي، ولد في 14 يناير 1947 في ويست بالم بيتش في الولايات المتحدة، وتوفي في 8 مارس 2002.

## وصلات خارجية
- ويليام هاريس على موقع رابطة محترفي التنس (الإنجليزية)
- ويليام هاريس على موقع الاتحاد الدولي لكرة المضرب (الإنجليزية)
- ويليام هاريس على موقع خلاصة التنس.كوم (الإنجليزية)